# 基思·普尔
基思·普尔（英語：Keith Poole，1927年4月24日—2012年9月15日），澳大利亚男子草地滚球运动员。他曾代表澳大利亚参加1974年和1982年英联邦运动会草地滚球比赛，获得一枚金牌和一枚银牌。